# Tanque d'Arca
Tanque d'Arca este un oraș în statul Alagoas (AL) din Brazilia.